# IPF letna lestvica skladb in izvajalcev 2017 (Slovenija)
IPF letna lestvica najbolj predvajanih skladb in izvajalcev 2017 na slovenskih radijskih postajah v kategoriji "Top 100 izvedb".
Med prvih sto na lestvici se je uvrstilo 19 slovenskih pesmi, kar je manj kot leta 2016, ko jih je bilo 27. Padel je tudi skupni delež predvajane slovenske glasbe: z 38,2% leta 2016 na 32,6%.

## Najbolj predvajano
| #    | Izvedba                                   | Izvajalec                                                 |
| ---- | ----------------------------------------- | --------------------------------------------------------- |
| 1.   | "Shape of You"                            | Ed Sheeran                                                |
| 2.   | "Heart of Gold"                           | BQL                                                       |
| 3.   | "Lost on You"                             | LP                                                        |
| 4.   | "Love My Life"                            | Robbie Williams                                           |
| 5.   | "Despacito"                               | Luis Fonsi ft. Daddy Yankee                               |
| 6.   | "Rockabye"                                | Clean Bandit ft. Sean Paul & Anne-Marie                   |
| 7.   | "Milijon in ena"                          | Klara Jazbec                                              |
| 8.   | "Halo"                                    | Alya                                                      |
| 9.   | "Something Just Like This"                | The Chainsmokers ft. Coldplay                             |
| 10.  | "Súbeme la radio"                         | Enrique Iglesias ft. Descemer Bueno, Zion & Lennox        |
| 11.  | "Skin"                                    | Rag'n'Bone Man                                            |
| 12.  | "Never Give Up"                           | Sia                                                       |
| 13.  | "No Roots"                                | Alice Merton                                              |
| 14.  | "Sofia"                                   | Alvaro Soler                                              |
| 15.  | "Human"                                   | Rag'n'Bone Man                                            |
| 16.  | "It Ain't Me"                             | Kygo & Selena Gomez                                       |
| 17.  | "Chained to the Rhythm"                   | Katy Perry ft. Skip Marley                                |
| 18.  | "Srce za srce"                            | Alya                                                      |
| 19.  | "Would I Lie to You"                      | David Guetta, Cedric Gervais & Chris Willis               |
| 20.  | "Oba"                                     | Manca Špik & Isaac Palma                                  |
| 21.  | "Be Mine"                                 | Ofenbach                                                  |
| 22.  | "Scars to Your Beautiful"                 | Alessia Cara                                              |
| 23.  | "If I Were Sorry"                         | Frans                                                     |
| 24.  | "Duele el corazón"                        | Enrique Iglesias ft. Wisin                                |
| 25.  | "Galway Girl"                             | Ed Sheeran                                                |
| 26.  | "OK"                                      | Robin Schulz ft. James Blunt                              |
| 27.  | "Attention"                               | Charlie Puth                                              |
| 28.  | "There's Nothing Holdin' Me Back"         | Shawn Mendes                                              |
| 29.  | "The Greatest"                            | Sia ft. Kendrick Lamar                                    |
| 30.  | "What About Us"                           | Pink                                                      |
| 31.  | "Fse"                                     | Nika Zorjan                                               |
| 32.  | "To mi je všeč"                           | Nina Pušlar                                               |
| 33.  | "More Than You Know"                      | Axwell & Ingrosso                                         |
| 34.  | "Sign of the Times"                       | Harry Styles                                              |
| 35.  | "Can't Stop the Feeling!"                 | Justin Timberlake                                         |
| 36.  | "Mama"                                    | Jonas Blue ft. William Singe                              |
| 37.  | "Water Under the Bridge"                  | Adele                                                     |
| 38.  | "Little Hollywood"                        | Alle Farben ft. Janieck                                   |
| 39.  | "Budapest"                                | George Ezra                                               |
| 40.  | "Marvin Gaye"                             | Charlie Puth ft. Meghan Trainor                           |
| 41.  | "Feels"                                   | Calvin Harris ft. Pharrell Williams, Katy Perry, Big Sean |
| 42.  | "Symphony"                                | Clean Bandit ft. Zara Larsson                             |
| 43.  | "Love Me Like You Do"                     | Ellie Goulding                                            |
| 44.  | "Za vedno"                                | Nina Pušlar                                               |
| 45.  | "Muza"                                    | BQL                                                       |
| 46.  | "All About That Bass"                     | Meghan Trainor                                            |
| 47.  | "Thunder"                                 | Imagine Dragons                                           |
| 48.  | "Zavrtela sva svet"                       | Nejc Lombardo                                             |
| 49.  | "Bad Ideas"                               | Alle Farben                                               |
| 50.  | "El Perdón"                               | Nicky Jam & Enrique Iglesias                              |
| 51.  | "Love Yourself"                           | Justin Bieber                                             |
| 52.  | "I Feel It Coming"                        | The Weeknd ft. Daft Punk                                  |
| 53.  | "Losing My Religion"                      | R.E.M.                                                    |
| 54.  | "Tell It To My Heart"                     | Filatov & Karas                                           |
| 55.  | "Don't Be So Shy (Filatov & Karas Remix)" | Imany                                                     |
| 56.  | "Pesem"                                   | Manca Špik in Kvatropirci                                 |
| 57.  | "Tuesday"                                 | Burak Yeter ft. Danelle Sandoval                          |
| 58.  | "Ob kavi"                                 | Anabel                                                    |
| 59.  | "Way Down We Go"                          | Kaleo                                                     |
| 60.  | "My Way"                                  | Calvin Harris                                             |
| 61.  | "Treat You Better"                        | Shawn Mendes                                              |
| 62.  | "Black Velvet"                            | Alannah Myles                                             |
| 63.  | "It's Complicated"                        | Maraaya ft. BQL                                           |
| 64.  | "Feel It Still"                           | Portugal. The Man                                         |
| 65.  | "Nasmeh življenja"                        | Nika Zorjan                                               |
| 66.  | "Say You Won't Let Go"                    | James Arthur                                              |
| 67.  | "Prelepa za poraz"                        | Jan Plestenjak                                            |
| 68.  | "Stay with Me"                            | Sam Smith                                                 |
| 69.  | "Ledena"                                  | Siddharta                                                 |
| 70.  | "Wild Thoughts"                           | DJ Khaled ft. Rihanna, Bryson Tiller                      |
| 71.  | "Shed a Light"                            | Robin Schulz & David Guetta ft. Cheat Codes               |
| 72.  | "Africa"                                  | Toto                                                      |
| 73.  | "All I Wanna Do"                          | Heart                                                     |
| 74.  | "Alone"                                   | Alan Walker                                               |
| 75.  | "What's Up"                               | 4 Non Blondes                                             |
| 76.  | "Every Breath You Take"                   | The Police                                                |
| 77.  | "Your Song"                               | Rita Ora                                                  |
| 78.  | "Reality"                                 | Lost Frequencies ft. Janieck Devy                         |
| 79.  | "Chantaje"                                | Shakira ft. Maluma                                        |
| 80.  | "Unchain My Heart"                        | Joe Cocker                                                |
| 81.  | "You Don't Know Me"                       | Jax Jones ft. Raye                                        |
| 82.  | "The Road to Hell (Part II)"              | Chris Rea                                                 |
| 83.  | "To Be with You"                          | Mr. Big                                                   |
| 84.  | "Layla"                                   | Eric Clapton                                              |
| 85.  | "The Sound of Silence"                    | Disturbed                                                 |
| 86.  | "Vrhovi"                                  | Neisha                                                    |
| 87.  | "All Summer Long"                         | Kid Rock                                                  |
| 88.  | "All of Me"                               | John Legend                                               |
| 89.  | "Don't Speak"                             | No Doubt                                                  |
| 90.  | "Love on the Brain"                       | Rihanna                                                   |
| 91.  | "I Don't Wanna Live Forever"              | Zayn Malik & Taylor Swift                                 |
| 92.  | "I Don't Want to Miss a Thing"            | Aerosmith                                                 |
| 93.  | "Paris"                                   | The Chainsmokers                                          |
| 94.  | "Let Me Love You"                         | DJ Snake ft. Justin Bieber                                |
| 95.  | "Here for You"                            | Maraaya                                                   |
| 96.  | "No Lie"                                  | Sean Paul ft. Dua Lipa                                    |
| 97.  | "Love Is All Around"                      | Wet Wet Wet                                               |
| 98.  | "Footloose"                               | Kenny Loggins                                             |
| 99.  | "Po dežju"                                | Nika Zorjan                                               |
| 100. | "Is This Love"                            | Whitesnake                                                |

| #   | Izvedba             | Izvajalec                 | Cela lestvica |
| --- | ------------------- | ------------------------- | ------------- |
| 1.  | "Heart of Gold"     | BQL                       | 2.            |
| 2.  | "Milijon in ena"    | Klara Jazbec              | 7.            |
| 3.  | "Halo"              | Alya                      | 8.            |
| 4.  | "Srce za srce"      | Alya                      | 18.           |
| 5.  | "Oba"               | Manca Špik & Isaac Palma  | 20.           |
| 6.  | "Fse"               | Nika Zorjan               | 31.           |
| 7.  | "To mi je všeč"     | Nina Pušlar               | 32.           |
| 8.  | "Za vedno"          | Nina Pušlar               | 44.           |
| 9.  | "Muza"              | BQL                       | 45.           |
| 10. | "Zavrtela sva svet" | Nejc Lombardo             | 48.           |
| 11. | "Pesem"             | Manca Špik in Kvatropirci | 56.           |
| 12. | "Ob kavi"           | Anabel                    | 58.           |
| 13. | "It's Complicated"  | Maraaya ft. BQL           | 63.           |
| 14. | "Nasmeh življenja"  | Nika Zorjan               | 65.           |
| 15. | "Prelepa za poraz"  | Jan Plestenjak            | 67.           |
| 16. | "Ledena"            | Siddharta                 | 69.           |
| 17. | "Vrhovi"            | Neisha                    | 86.           |
| 18. | "Here for You"      | Maraaya                   | 95.           |
| 19. | "Po dežju"          | Nika Zorjan               | 99.           |